# Anomia simplex
Anomia simplex is een tweekleppigensoort uit de familie van de Anomiidae. De wetenschappelijke naam van de soort werd in 1853 voor het eerst geldig gepubliceerd door Alcide   d'Orbigny.